# Stylosomus flavus
Stylosomus flavus es una especie de insecto coleóptero de la familia Chrysomelidae.
Fue descrita científicamente en 1875 por Marseul.